# Студенок (Чугуевский район)
Студено́к (укр. Студенок) — село,
Ивановский сельский совет,
Чугуевский район,
Харьковская область, Украина.
Код КОАТУУ — 6325483404. Население по переписи 2001 года составляет 24 (11/13 м/ж) человека.

## Географическое положение
Село Студенок находится на левом берегу реки Волчий Яр,
выше по течению на расстоянии в 2 км расположено село Ивановка,
ниже по течению на расстоянии в 4,5 км расположено село Волчий Яр (Балаклейский район).
На реке сделана запруда.

## История
- 1921 — дата основания.
- В 1960-е годы село входило в Чкаловский сельсовет[1].

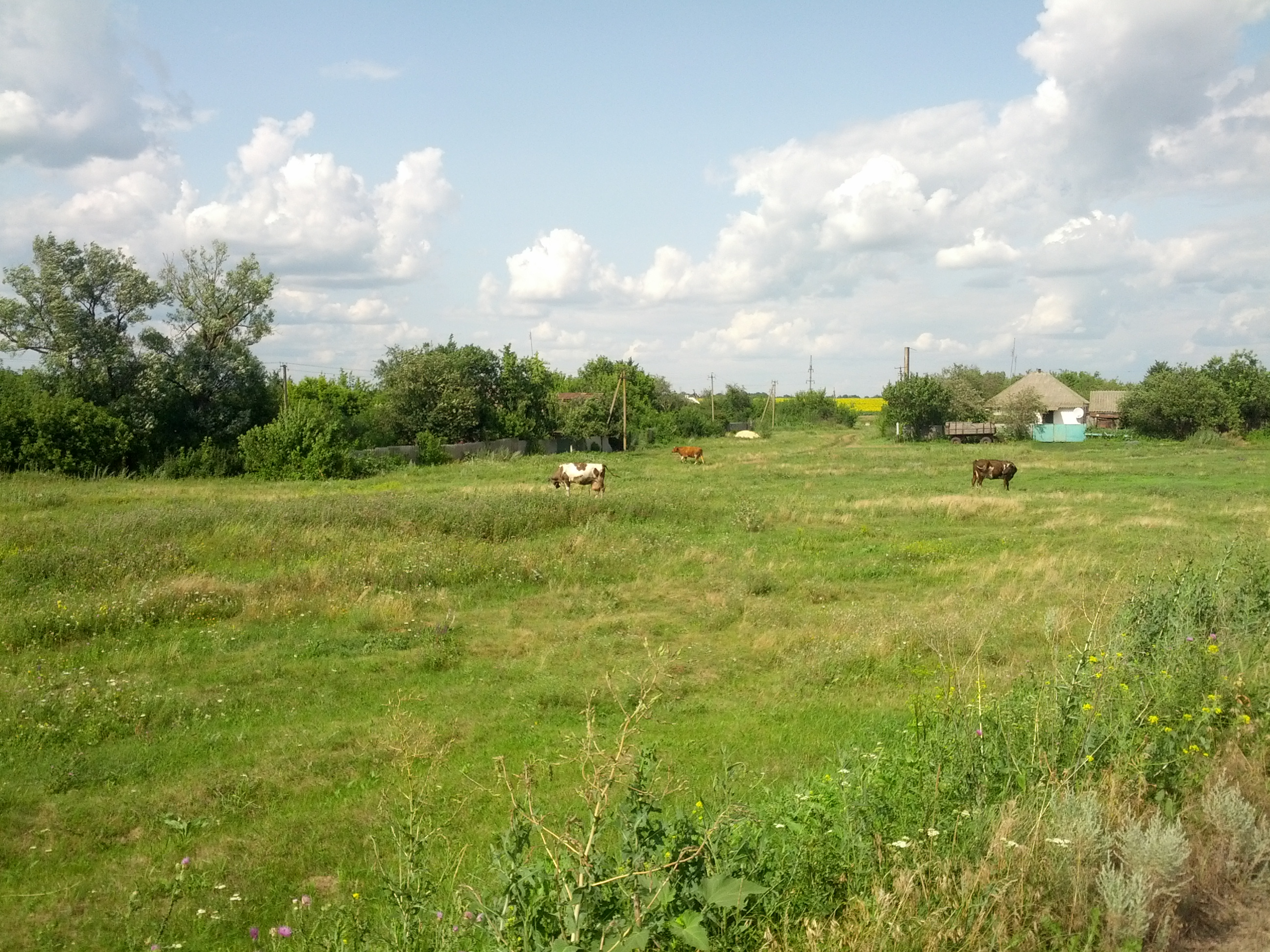
В центре села
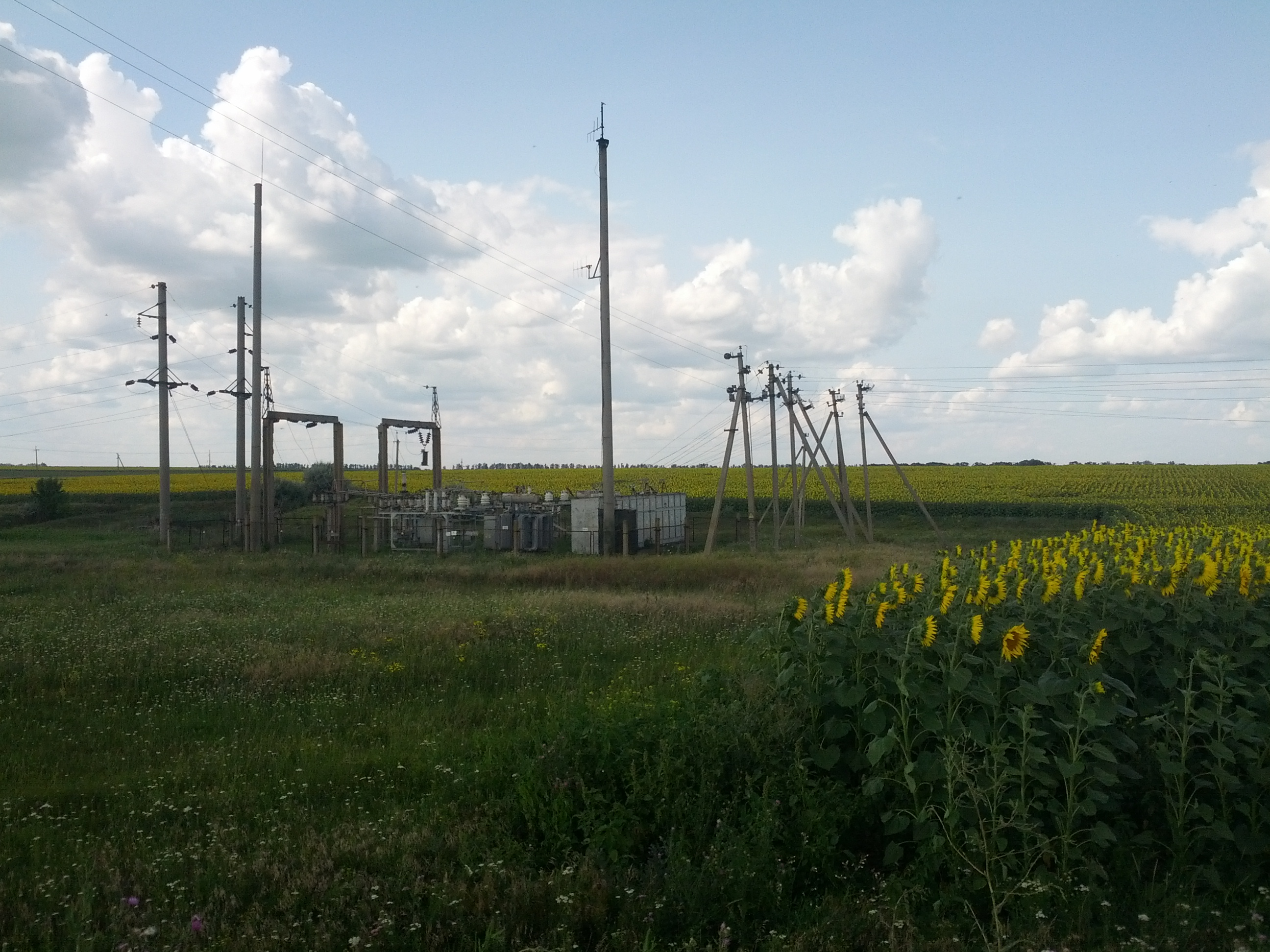
Подстанция у села
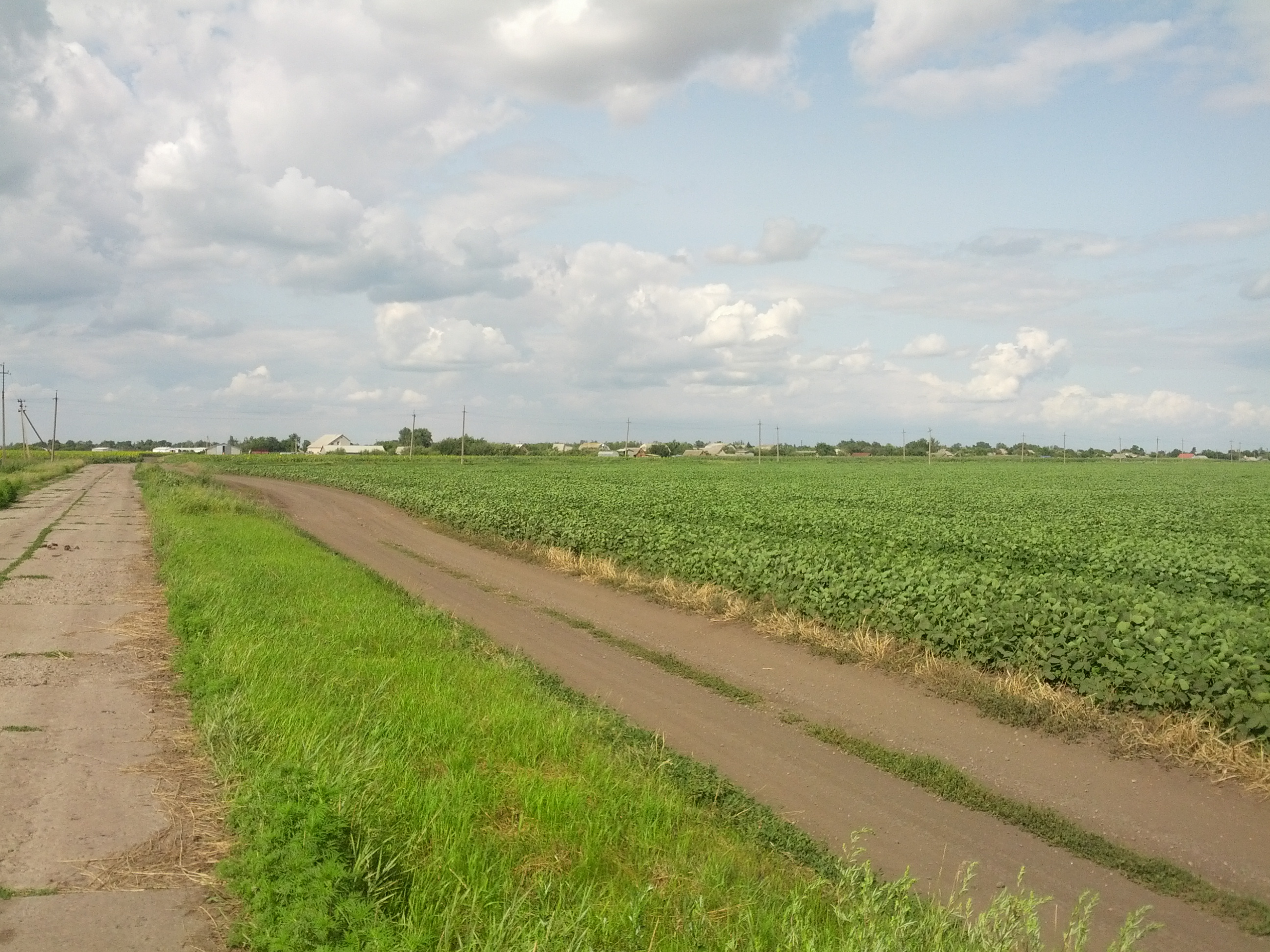
Дорога на Ивановку
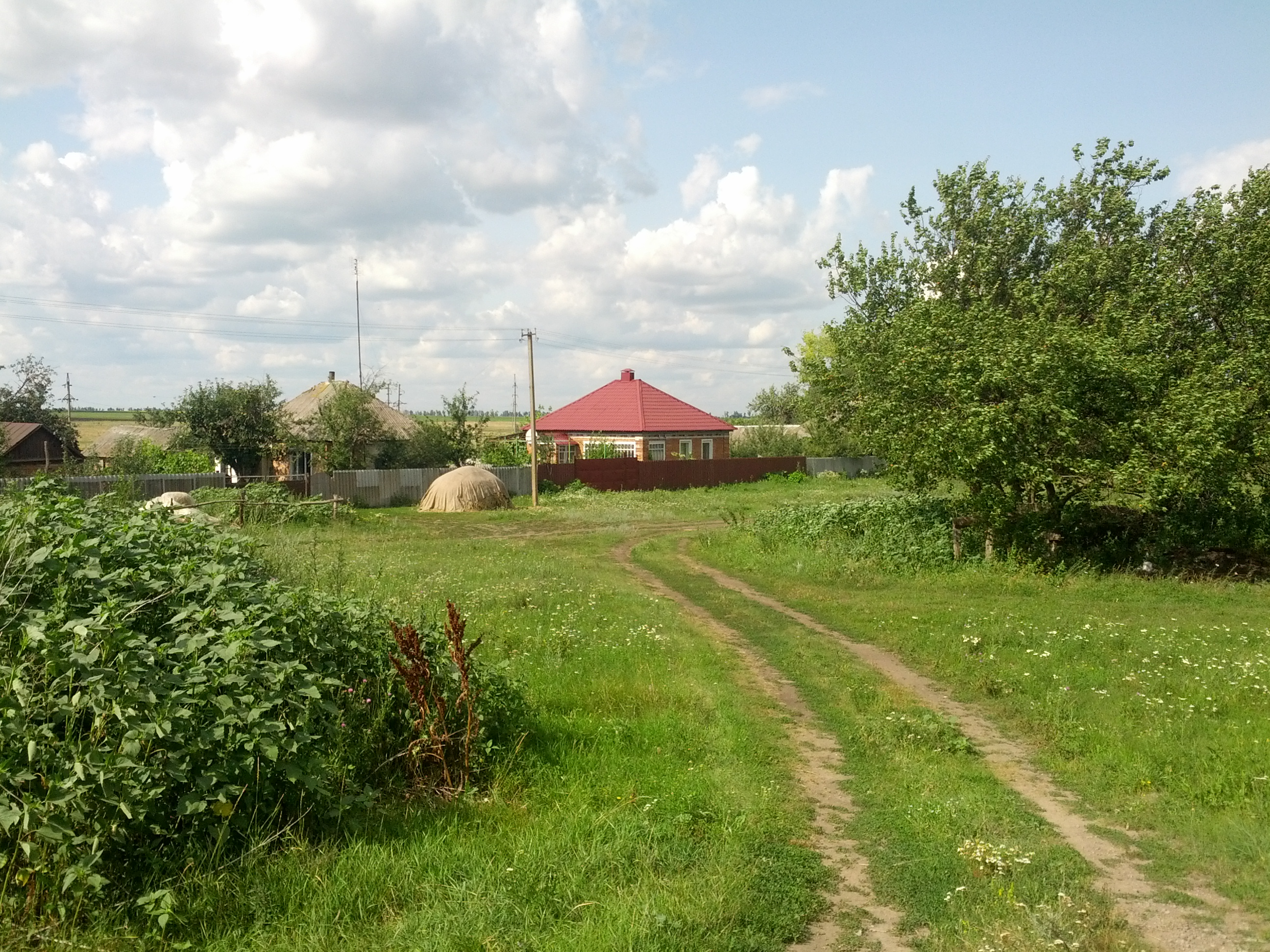
Сельские дома
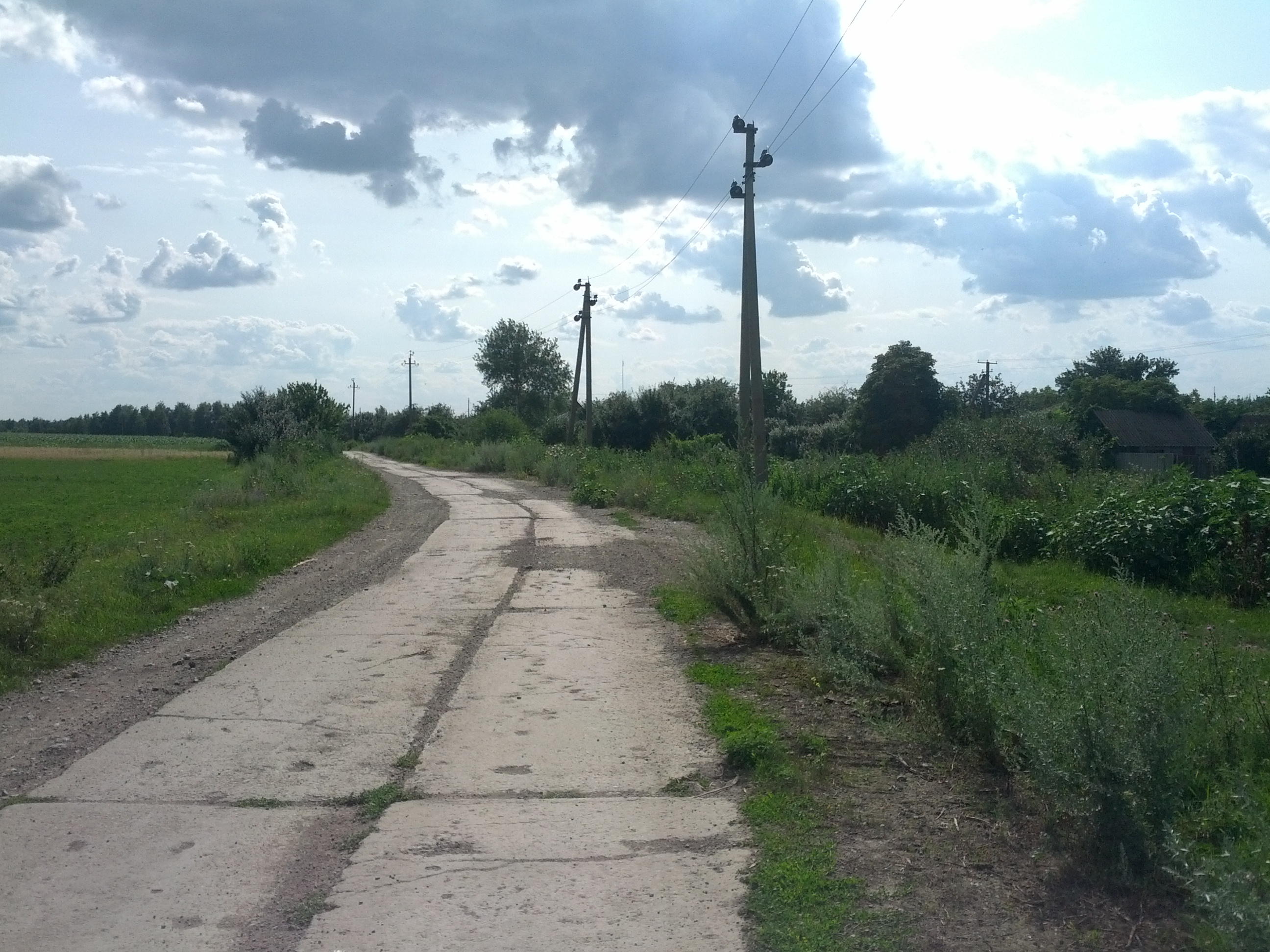
Центральная улица

## Экономика
- Молочно-товарная и свинотоварная фермы.